# Binyam Mohamed
Binyam Ahmed Mohamed (arabe : بنيام محمد) ou Benjamin Mohammed, Benyam Ahmed Mohammed, Benyam Mohammed al-Habashi, né le 24 juillet 1978, est un citoyen éthiopien, résident britannique depuis 1994 sous le statut de réfugié et ingénieur électricien, détenu au camp de Guantánamo entre 2004 et 2009. Il aurait admis avoir été entraîné dans un camp d'Al-Qaïda avant de déclarer que ces aveux avaient été obtenus sous la torture. Il prétend avoir été « torturé de façon médiévale ». Premier détenu libéré de l'administration de Barack Obama, il est arrivé au Royaume-Uni le 23 février 2009. En février 2010, une cour d'appel a finalement déclaré qu'il avait été soumis à un traitement cruel, inhumain et dégradant par les autorités américaines.